# Amicale Sportive Dragons
El Amicale Sportive Dragons es un club de fútbol de la República Democrática del Congo que juega en la COD Segunda División, la segunda liga de fútbol más importante del país.

## Historia
Fue fundado en 1938 en la capital Kinshasa y fue el primer equipo de la antigua Zaire en competir en un torneo internacional, la Copa Africana de Clubes Campeones 1966.

## Palmarés
- Copa Africana de Clubes Campeones: 0

Finalista : 1980, 1985
- Linafoot: 3

1979, 1982, 1984
- Copa de Congo: 1

1965

## Participación en competiciones de la CAF
| Temporada | Torneo                            | Ronda            | Club                | Casa  | Visita | Global |
| --------- | --------------------------------- | ---------------- | ------------------- | ----- | ------ | ------ |
| 1966      | Copa Africana de Clubes Campeones | 1                | Diables Noirs       | 0-2   | 2-1    | 2-3    |
| 1980      | Copa Africana de Clubes Campeones | 1                | CD Costa do Sol     | 3-1   | 0-0    | 3-1    |
| 1980      | Copa Africana de Clubes Campeones | 2                | Fortior Mahajanga   | 3-0   | 1-1    | 4-1    |
| 1980      | Copa Africana de Clubes Campeones | Cuartos de final | Hearts of Oak SC    | 1-0   | 3-1    | 4-1    |
| 1980      | Copa Africana de Clubes Campeones | Semifinales      | Union Douala        | 5-1   | 0-1    | 5-2    |
| 1980      | Copa Africana de Clubes Campeones | Final            | Canon Yaoundé       | 0-3   | 2-2    | 2-5    |
| 1983      | Copa Africana de Clubes Campeones | 1                | AC Semassi FC       | 5-1   | 3-4    | 8-5    |
| 1983      | Copa Africana de Clubes Campeones | 2                | Sierra Fisheries    | 1-0   | 1-1    | 2-1    |
| 1983      | Copa Africana de Clubes Campeones | Cuartos de final | Asante Kotoko       | 2-0   | 0-3    | 2-3    |
| 1985      | Copa Africana de Clubes Campeones | 1                | Township Rollers FC | 3-0   | 1-0    | 4-0    |
| 1985      | Copa Africana de Clubes Campeones | 2                | CARA Brazzaville    | 1-1   | 1-0    | 2-1    |
| 1985      | Copa Africana de Clubes Campeones | Cuartos de final | GC Mascara          | 3-0   | 0-0    | 3-0    |
| 1985      | Copa Africana de Clubes Campeones | Semifinales      | US Gorée            | 2-0   | 0-1    | 2-1    |
| 1985      | Copa Africana de Clubes Campeones | Final            | FAR Rabat           | 1-1   | 2-5    | 3-6    |
| 1997      | Recopa Africana                   | 1                | Renaissance FC      | 6-1   | 1-2    | 7-3    |
| 1997      | Recopa Africana                   | 2                | SO Armée            | w.o.1 | w.o.1  | w.o.1  |
| 1998      | Recopa Africana                   | 1                | Vital'O FC          | 3-0   | w.o.2  | 3-0    |
| 1998      | Recopa Africana                   | 2                | Mbilinga FC         | 0-1   | 0-0    | 0-1    |
| 1999      | Recopa Africana                   | 1                | Petro Atlético      | 4-1   | 0-2    | 4-3    |
| 1999      | Recopa Africana                   | 2                | Mathare United      | 3-1   | 1-1    | 4-2    |
| 1999      | Recopa Africana                   | Cuartos de final | Al-Masry Club       | 1-0   | 0-3    | 1-3    |
| 2000      | Recopa Africana                   | 1                | Stade Malien        | 3-2   | 0-3    | 3-5    |

1- AS Dragons abandonó el torneo.

2- Vital'O FC abandonó el torneo antes de jugar el partido de vuelta.

## Jugadores

### Jugadores destacados
- Occupé Bayenga